# San Vittore (Svizzera)
San Vittore (toponimo italiano; in tedesco Sankt Victor, desueto, in lombardo San Vitor) è un comune svizzero di 912 abitanti del Canton Grigioni, nella regione Moesa.

## Geografia fisica
San Vittore è situato in Val Mesolcina, sulla sponda destra della Moesa; dista 9,5 km da Bellinzona e 107 km da Coira. Il punto più elevato del comune è la cima del Pizzo di Claro (2 727 m s.l.m.), sul confine con Cresciano. Il comune sorge nel più vasto agglomerato della città di Bellinzona, capitale del vicino Canton Ticino, lungo l’asse stradale che collega Milano con Monaco di Baviera.

## Monumenti e luoghi d'interesse

### Architetture religiose
- Chiesa dei Santi Giovanni Battista e Vittore, attestata dal 1219, ricostruita nel 1491-1498 e ampliata nel 1711-1713[3];
- Cappella di San Lucio, eretta nell'VIII-IX secolo[3];
- Cappella di Santa Croce in località Monticello, di epoca tardomedievale[senza fonte];
- Cappella di Santa Maria della Neve in località Monticello, eretta nel 1513 e ampliata nel XVII secolo[4].

### Architetture civili
- Torre di Pala, attestata dal 1265[3];
- Palazzo Viscardi[5], costruito da Bartolomeo Viscardi nel 1548[5] e ampliato negli anni 1680-1690 da Giovanni Antonio Viscardi[5], dal 1949 sede del Museo Moesano[3][5];
- Casa parrocchiale, costruita nella seconda metà del XVII secolo[senza fonte].

## Società

### Evoluzione demografica
L'evoluzione demografica è riportata nella seguente tabella:
Abitanti censiti

## Economia
Con quasi 25 000 m² la zona industriale di San Vittore è la terza più importante del Canton Grigioni, dopo quella di Domat/Ems e il Tardisland.

## Infrastrutture e trasporti

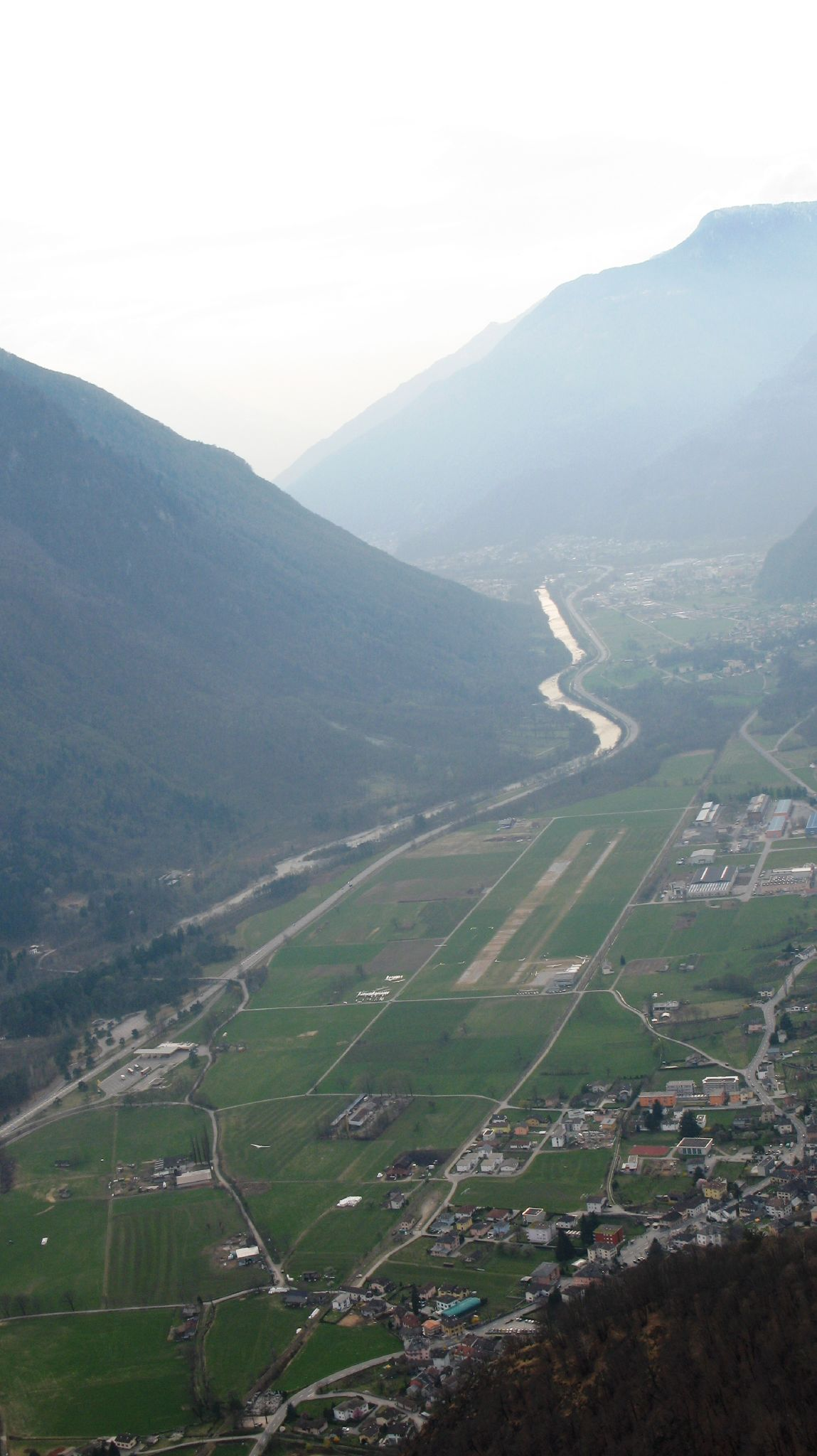
L'aeroporto di San Vittore

L'uscita autostradale più vicina è Roveredo, sulla A13/E43 (2,5 km). La stazione ferroviaria omonima della Ferrovia Mesolcinese (linea Castione-Cama) è in disuso. È presente un piccolo aeroporto.